# Gottlob Curt Heinrich von Tottleben

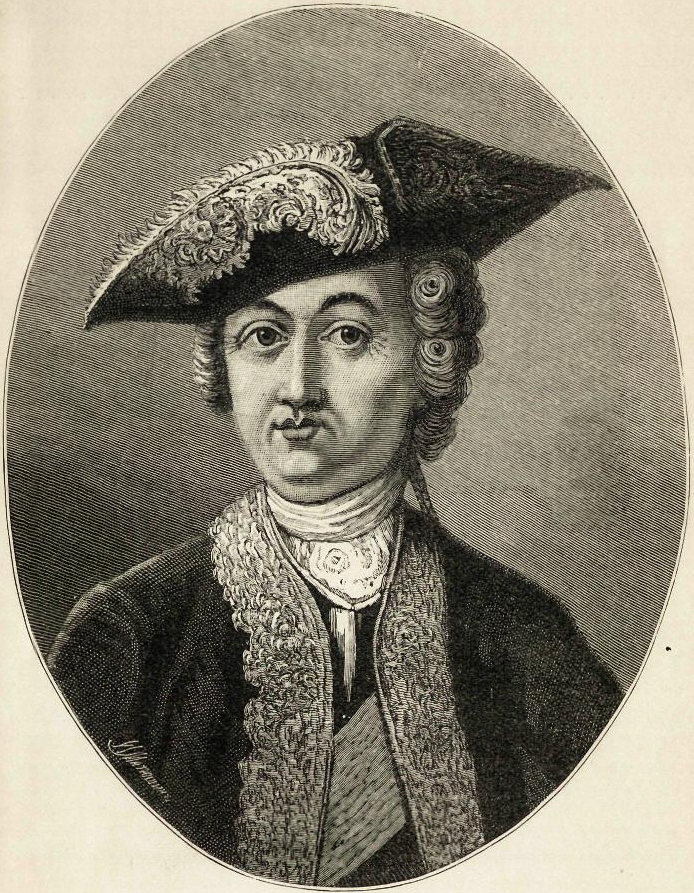
Graf von Tottleben

Gottlob Curt Heinrich von Tottleben, seit 1745 Graf von Tottleben, (* 21. Dezember 1715 in Tottleben; † 20. März 1773 in Warschau) war ein sächsischer Abenteurer und russischer General. Er ist berühmt geworden durch die Einnahme Berlins 1760 während des Siebenjährigen Krieges.

## Leben
Seine Eltern waren Curt Heinrich von Tottleben, Mitbesitzer des Rittergutes in Tottleben, sachsen-weißenfelsischer Hausmarschall und Kammerrat (* 18. August 1661; † 30. Juli 1724), und Johanna Sidonia Janus von Eberstädt. Er hatte noch weitere sieben Geschwister.
Seine Laufbahn begann am Hof des polnischen Königs und Kurfürsten von Sachsen, Augusts des Starken, zunächst als Page, später als Kammerjunker und schließlich als Hof- und Justizrat in der Landesregierung in Dresden. Am 14. September 1745 wurde Gottlob Curt Heinrich von Tottleben vom sächsisch-polnischen Regenten Friedrich August II. bei gleichzeitiger Übergehung des Freiherren- in den Grafenstand erhoben und mit Elisabeth Christiane Freiin von Seifertitz, der Gutsherrin von Weistropp bei Dresden, vermählt. Aus dieser Ehe stammte der einzige Sohn Tottlebens, später preußischer Oberstlieutenant, Graf Carl Adolph Gottfried von Tottleben, Herr auf Weistropp. Aus der ersten Ehe mit Johannette Sophia von Kropff († 1743) hatte Tottleben weitere drei Kinder, zwei Töchter und einen Sohn, von denen lediglich die älteste Tochter, Gräfin Charlotte Wilhelmine Johanna (1738–1766), spätere Freifrau von Mirbach in Kurland, das Erwachsenenalter erreichte. Tottleben war Herr auf Tottleben und Klettstedt sowie später auch von Zeippau und Hansdorf bei Sagan (s. Herzogtum Sagan; Niederschlesien).
Der Korruption beschuldigt, floh er ohne die Ergebnisse der Ermittlung gegen sich abzuwarten und wurde in Abwesenheit aus Kursachsen verbannt.

### In Holland
Über Sachsen-Weißenfels und Bayern kam er nach Holland, hier erwarb er das Patent als Oberst zur Anwerbung eines neuen Infanterieregiments mit der Vollmacht, alle Offiziersstellen zu vergeben. Während des Zweiten Schlesischen Krieges blieb sein Regiment im Hinterland in der Gegend von Breda, nach Kriegsende wurde es als Garnisonstruppe nach Steenbergen verlegt und bald darauf abgedankt. Tottleben blieb jedoch eine Oberstenpension erhalten. Während die Franzosen auf den Schlachtfeldern siegten, ging Graf Tottleben im holländischen Hinterland amourösen Abenteuern nach. Eines davon endet in der Ver- und Entführung der fünfzehnjährigen Maria Petronella Gratienne Victor, Alleinerbin eines Millionenvermögens, in Amsterdam. Viermal überqueren die Flüchtigen den Rhein hin und her, um sich von den Verfolgern abzusetzen.

### Kabale und Frontwechsel
Am 1. Mai 1751 erhielt er nach Antrag in Kleve eine Aufenthaltserlaubnis für Preußen beim preußischen König. Es folgte die Heirat mit Maria Victor nach dem Tod seiner zweiten Frau, der Umzug nach Berlin, wo er dank seines Titels und dem Vermögen seiner Frau in den besten preußischen Kreisen verkehrte. Dabei vernachlässigte er seine Frau derart, dass sie 1755 die Scheidung einleitete. Der Rosenkrieg wurde zu einem öffentlichen Ereignis in Berlin. Als Quittung für die „unanständigen Reden“ „wider den Hof“, der die Partei seiner Gattin ergriff, erhielt er den Befehl „nicht mehr bey Hofe zu erscheinen, und Berlin zu verlassen“. Ihr Vermögen wurde noch früher seinem Zugriff entzogen.
„Über den Preussischen Hof mißvergnügt“, bot er seine Dienste den Feinden Preußens an. Sein Angebot, ein Regiment für die Österreicher aufzustellen, fand in Wien eine wohlwollende Reaktion. Doch das Unternehmen scheiterte am chronischen Geldmangel, es gelang ihm lediglich 70 Infanteristen anzuwerben. Er kehrte nach Holland zurück, wo er den russischen Gesandten kontaktierte. Mit dem Beginn des Siebenjährigen Krieges quittierte er seinen Dienst für Holland und meldete sich als Volontär bei der russischen Armee. Infolge dieses riskanten Schrittes verlor er nicht nur seine Pension, sondern auch teilweise seine Güter in Thüringen und Niederschlesien. Sie wurden während des Krieges durch die Preußen in Sequester genommen.

### Im russischen Dienst
Im Krieg bewährte sich Tottleben als fähiger Kommandeur der leichten Reiterei, Kosaken und Husaren. Bereits 1758 wurde er nicht als Brigadier, wie sonst üblich, sondern gleich als General-Major in die russischen Dienste übernommen. Zweimal wurde Graf Tottleben in diesem Krieg verwundet, zunächst in der Schlacht von Zorndorf. Er wurde mit zwei Orden (St. Anna und Alexander Newski) ausgezeichnet und zu einem dritten Orden vorgeschlagen. In den Scharmützeln des „Kleinkrieges“ erwarb er sich den Ruf als „der tollkühne Sachse im russischen Dienst“.
Ende September 1760 wurde ihm die Führung der nach dem Vorbild des Hadikschen Husarenritts geplanten Expedition gegen Berlin anvertraut. In großem Tempo (ca. 300 km in 7 Tagen) erreichte er mit seinem Detachement am 3. Oktober 1760 die preußische Hauptstadt. Jedoch wurde sein Angriff abgewehrt, er musste sich nach Köpenick zurückziehen und auf die Verstärkung (ein russisches Korps unter dem Generalleutnant Graf Tschernyschew und ein österreichisches Korps unter Lacy) warten. Nach dem Eintreffen der Verstärkung gaben die Verteidiger angesichts der Übermacht des Gegners Berlin auf. In der Nacht zum 9. Oktober wurde Tottleben (formell als dem General, der als Erster Berlin aufgefordert hatte, in Wirklichkeit jedoch, weil von ihm als ehemaligen Berliner mehr Rücksicht erwartet wurde) die Kapitulation der Stadt angetragen. Ohne den Dienstältesten Tschernyschew, der sich aufgrund seines höheren Dienstgrades als das Haupt der Expedition sah, davon in Kenntnis zu setzen, unterschrieb Tottleben die Kapitulation bereitwillig in seinem Namen und besetzte Berlin mit seinen eigenen Leuten. Dies führte zu einem tiefen Zerwürfnis zwischen den ehrgeizigen Generälen, die jeder für sich (Tottleben, Tschernyschew, Lacy) die Lorbeeren des Berlinbezwingers beanspruchten.
Der Missmut Tottlebens wuchs, nachdem Tschernyschew nach der Besetzung Berlins in Russland befördert und mit einem Orden ausgezeichnet worden war, während Tottleben, zwar zum Orden vorgeschlagen, leer ausging. Eigenmächtig veröffentlichte er die selbstverfasste Relation über die Einnahme Berlins, die in Sankt Petersburg als skandalös empfunden wurde. Die Aufforderung, sie zurückzunehmen, beantwortete er mit einem provokativen Abschiedsgesuch. Seine Drohung wirkte, die Vorwürfe gegen ihn wurden fallen gelassen und er wurde Kommandeur aller leichten Truppen der russischen Feldarmee.
Anfang 1761 befand sich Graf Tottleben auf der Höhe seines Ruhmes. Ernst Gotzkowsky, der drei Tage in seinem Quartier verbrachte, berichtete nach seiner Rückkehr: „Bey diesen Umständen, da ich drei gantze Tage in seinem Zelte zugebracht und wenig von seiner Seite kahm, bemerkte ich aus denen häufigen Briefen, die er sowohl aus Petersburg selbst, als auch von der Hauptarmee erhielte, daß er bey beyden in großem Ansehen stehet. Ich war gegenwärtig, da ein achtzigjähriger Greis, so einen Patriarchen vorstellet, eben aus Petersburg ankam, welcher den Graf in der Kayserin Namen grüßen und segnen musste mit der Versicherung, dass sie täglich von ihm rede und das reiche Kleid, so er ihr geschicket, an allen Gala Tagen trüge“.

### Verrat und Anklage
Zur gleichen Zeit begann seine Korrespondenz mit dem König von Preußen Friedrich d. Gr. Die Initiative des Briefkontakts ging im Februar 1761 vom Grafen selbst aus. Von einem seiner Offiziere, dem Oberstleutnant von Asch, einem Deutsch-Schlesier, denunziert, wurde er am 30. Juni 1761 im Städtchen Bernstein (Neumark) festgenommen und des Hochverrats angeklagt. Sein Kurier mit einem chiffrierten Brief an Friedrich mit den Angaben über die Marschroute der russischen Armee wurde ebenfalls festgehalten. Den Ermittlern erzählte Tottleben von seinem Plan, das Vertrauen des preußischen Königs zu gewinnen, um ihn zu einer Zusammenkunft zu überreden und gefangen zu nehmen. Diese Geschichte wurde ihm nicht abgekauft.
Sie schien jedoch glaubwürdig zu sein, denn hier handelte es sich um ein sehr gewagtes Vorhaben, das dem abenteuersüchtigen Wesen des Grafen am ehesten entsprach. Die Nachforschungen von Eberhard Kessel in den preußischen Archiven bestätigen die Aussagen Tottlebens im Verhör sowohl bezüglich der Häufigkeit, als auch des Inhaltes (überholte, „geringfügige“, falsche Mitteilungen) seiner Korrespondenz mit den Preußen. Er fand keinerlei Spuren irgendwelcher Auszahlungen an bzw. irgendwelcher Geldforderungen von Tottleben, was Habgier als Motiv des Verrats ausschließt.
Die Ermittlungen in Tottlebens Sache dauerten wegen des zweifachen Machtwechsels in Russland in diesen Jahren ungewöhnlich lang. Erst 1763 wurde er vor ein Kriegsgericht gestellt und zum Tode verurteilt. Jedoch begnadigte ihn die neue Herrscherin Russlands, Katharina II., und ersetzte die Todesstrafe durch die Verbannung. Am 22. April 1763 wurde in Moskau der kaiserliche Erlass publik gemacht, der besagte, dass Graf Tottleben schädlicher Absichten gegen den russischen Staat überführt und von einem Kriegsgericht zum Verlust der Ehre, des Besitzes und des Lebens verurteilt wurde. Weil jedoch die bösen Absichten Tottlebens dem Staat keinen Schaden verursacht haben und weil er bereits knapp zwei Jahre im Arrest verbracht hatte, entscheidet die Kaiserin, dass er als Verbrecher, der nicht länger in Russland geduldet werden kann, unter Bewachung zur Grenze gebracht und dort ohne Abschied gelassen werden soll. Seine Ränge und Orden sollten ihm abgenommen werden, er sollte eine schriftliche Bürgschaft unterschreiben, dass er niemals mehr den russischen Boden beträte, anderenfalls dürfe ihm jeder sein Leben nehmen. Am 24. Mai 1763 wurde Tottleben in Begleitung einer Eskorte Soldaten (Major Mesentsew, ein Fähnrich und 6 Gemeine) zur russischen Grenze gebracht und in der Ortschaft Schulzenkrug „ohne Abschied“ zurückgelassen.
Doch Tottleben kehrte 1769 abermals (nach anderen Angaben 1768) nach Russland zurück, wo er wenige Jahre vorher nur mit äußerstem Glück der Hinrichtung entkommen war und wo er per kaiserlichem Erlass zum Geächteten erklärt worden war. Die Zarin Katharina II. verzieh ihm. Er wurde in seinen ursprünglichen militärischen Rang eingesetzt und an der Spitze eines Korps in den Krieg gegen die Türken, dem Russisch-Türkischen Krieg von 1768 bis 1774, geschickt. Die ungewöhnliche Milde der Behandlung (nur Hausarrest, keine Folter) und der Bestrafung (Auszahlung aller Gehälter, auch für die Haftjahre) im Fall Tottleben sowie die wundersame Vergebung eines notorischen Hochverräters geben bis heute Anlass für Spekulationen. Interessant ist in diesem Zusammenhang, dass der ihn denunzierende Oberstleutnant von Asch sein Leben im Kerker beendete. Nachdem dieser 19 Jahre in der Festung Dünamünde absaß, starb er in einem Klostergefängnis für psychisch kranke Staatsverbrecher.

### Letzte Erfolge und Ende
Während des türkischen Krieges kämpfte Tottleben energisch und mit Erfolg in Georgien. Er nahm eine Reihe von türkischen Festungen ein und besetzte die Hauptstadt des Fürstentums Imeretien, Kutaissi. Nachdem er ein 12.000 Mann starkes gegnerisches Korps geschlagen hatte, belagerte Tottleben die Hafenstadt und Festung Poti. Gleichzeitig verwickelte er sich in Streitigkeiten mit georgischen Herrschern, den Verbündeten Russlands. Schließlich sah sich Katharina gezwungen, ihn durch den Generalmajor Suchotin zu ersetzen, da sie zu der Überzeugung gelangt war, dass seine Feindseligkeiten mit den georgischen Fürsten zu weit gehen und den Einfluss Russlands in der Region ernsthaft gefährden.
Wieder in Sankt Petersburg, erhielt Graf Tottleben den Alexander-Newski-Orden (überreicht durch die Kaiserin persönlich am 10. September 1771) und wurde zum Generalleutnant befördert. Nach dem Georgien-Feldzug befehligte er zunächst die russischen irregulären Truppen aus Kosaken und Baschkiren in Litauen. Ende 1772 versetzte man ihn nach Polen als Divisionskommandeur. In Warschau starb er an einer Krankheit und wurde mit allen militärischen Ehren zu Grabe getragen. Beigesetzt wurde er in einer orthodoxen Kapelle in der Villengegend der polnischen Hauptstadt.